# Batman (tv-serie)
 For alternative betydninger, se Batman (flertydig). (Se også artikler, som begynder med Batman)
Batman er en tv-serie baseret på DC Comics karakter af samme navn. Serien har Adam West som Bruce Wayne/Batman og Burt Ward som Dick Grayson/Robin — to helte der kæmper mod kriminalitet til at beskytte Gotham City mod række skurke.
Serien er kendt for sin camp stil og upbeat temamusik, samt sin bevidste humoristiske, simple morale rettet mod sit tween-publikum. Serien er blevet beskrevet af executive producer William Dozier som "den eneeste sticom der bliver sendt uden dåselatter". Der blev sendt 120 episoder på ABC fordelt på tre sæsoner fra 12. januar 1966 indtil 14. marts 1968; to gange ugentligt i de første to sæsoner og én gang ugentligt i tredje sæson.
I 2016 rangerede tv-kritikerne Alan Sepinwall og Matt Zoller Seitz Batman som den 82. bedste amerikanske tv-serie nogensinde. En spillefilm blev udgivet i 1966 mellem første og anden sæson af tv-serie.
Batman havde rekorden for den længste live-action tv-serie (i antallet af episoder) indtil den blev overgået af Smallville i 2007.

## Medvirkende
- Adam West som Bruce Wayne / Batman:
- Burt Ward som Dick Grayson / Robin
- Alan Napier som Alfred
- Neil Hamilton som Commissioner Gordon
- Stafford Repp som Chief O'Hara
- Madge Blake som Harriet Cooper
- Yvonne Craig som Barbara Gordon / Batgirl
- William Dozier som fortæller

Skurke
- Cesar Romero som Jokeren
- Burgess Meredith som Pingvinen
- Frank Gorshin (Sæson 1 og 3) og John Astin (Sæson 2) som Gækkeren
- Julie Newmar (Sæson 1–2) og Eartha Kitt (Season 3) som Catwoman
- Victor Buono som Professor William McElroy / King Tut
- George Sanders (Sæson 1), Otto Preminger og Eli Wallach (Sæson 2) som Dr. Art Schivel / Mr. Freeze
- David Wayne som Jervis Tetch / Den Skøre Hattemager
- Vincent Price som Egghead
- Carolyn Jones som Marsha, Queen of Diamonds
- Cliff Robertson som Shame
- Anne Baxter som Olga, Queen of the Cossacks
- Milton Berle som Louie the Lilac